# VK ZSKA Moskau (Frauen)
Der VK ZSKA Moskau (russisch женский волейбольный клуб ЦСКА) war eine Frauen-Volleyballmannschaft aus Moskau, die zum Armeesportklub ZSKA Moskau gehörte und mit insgesamt sieben Europapokalsiegen und elf nationalen Titeln zu den erfolgreichsten Volleyballmannschaften Europas gehört.

## Geschichte
Die Frauen-Volleyballmannschaft des Armeesportklubs der Roten Armee wurde 1936 gegründet und nahm 1938 das erste Mal an der sowjetischen Meisterschaft teil. Dabei belegte sie den zweiten Platz. In den folgenden 19 Jahren zog sich die Mannschaft aus der Meisterschaft zurück und spielte auf regionaler Ebene und bei Turnieren in Moskau.
Erst 1957 kehrte ZSKA in die nationale Meisterschaft zurück und belegte am Ende der Saison den fünften Platz. In den folgenden 35 Jahren gehörte das Team ununterbrochen der höchsten Spielklasse an und gehörte vor allem in den 1960er und 1970er Jahren zu den dominierenden Mannschaften der Sowjetunion und Europas. Insgesamt gewann ZSKA sechs sowjetische Meisterschaften, acht Vizemeistertitel und belegte viermal den dritten Platz. Hinzu kommen die Pokalsiege 1972 und 1984 sowie insgesamt sieben Titel auf europäischer Ebene: ZSKA gewann 1966, 1967 und 1986 den Europapokal der Landesmeister sowie 1973, 1974, 1988 und 1998 den Europapokal der Pokalsieger.
Nach Auflösung der UdSSR gewann ZSKA den Pokalwettbewerb 1998, 2001 und 2005, in der höchsten Spielklasse belegte das Team 1994, 1995, 1996, 1997 und 2007 den zweiten sowie 1992, 1993, 1998 und 2000 den dritten Platz.
Im Sommer 2007 stand der gesamte Sportklub ZSKA Moskau vor erheblichen finanziellen Problemen und hörte fast auf zu existieren. Die Volleyballmannschaft nahm weiter an der Superliga teil, bevor die Volleyballabteilung der Frauen 2008 aufgelöst wurde. Ein Jahr später wurde auch die Männermannschaft aufgelöst.

## Erfolge
- dreifacher Sieger des  Europapokals der Landesmeister: 1966, 1967, 1986
- Finalist des Europapokals der Landesmeister: 1968, 1969
- Sieger des Europapokals der Pokalsieger: 1973, 1974, 1988, 1998
- Finalist des Europapokals der Pokalsieger: 1975
- Finalist des  CEV Top Teams Cup: 2007
- Sowjetischer Meister: 1965, 1966, 1968, 1969, 1974, 1985
- Sowjetischer Vizemeister: 1938, 1962, 1972, 1973, 1977, 1979, 1982, 1987
- Sowjetischer Pokalsieger:  1972, 1984
- Russischer Pokalsieger: 1998, 2001, 2005
- Russischer Vizemeister: 1994, 1995, 1996, 1997, 2007

## Bekannte ehemalige Spielerinnen
- Ljudmila Georgijewna Tschernischjowa
- Walentina Alexejewna Winogradowa
- Tatjana Iwanowna Sidorenko
- Tatjana Petrowna Tretjakowa
- Ljubow Wladimirnowna Kosyrewa
- Swetlana Michailowna Safronowa
- Marina Jewgenjewna Kumysch